# Manta de montar

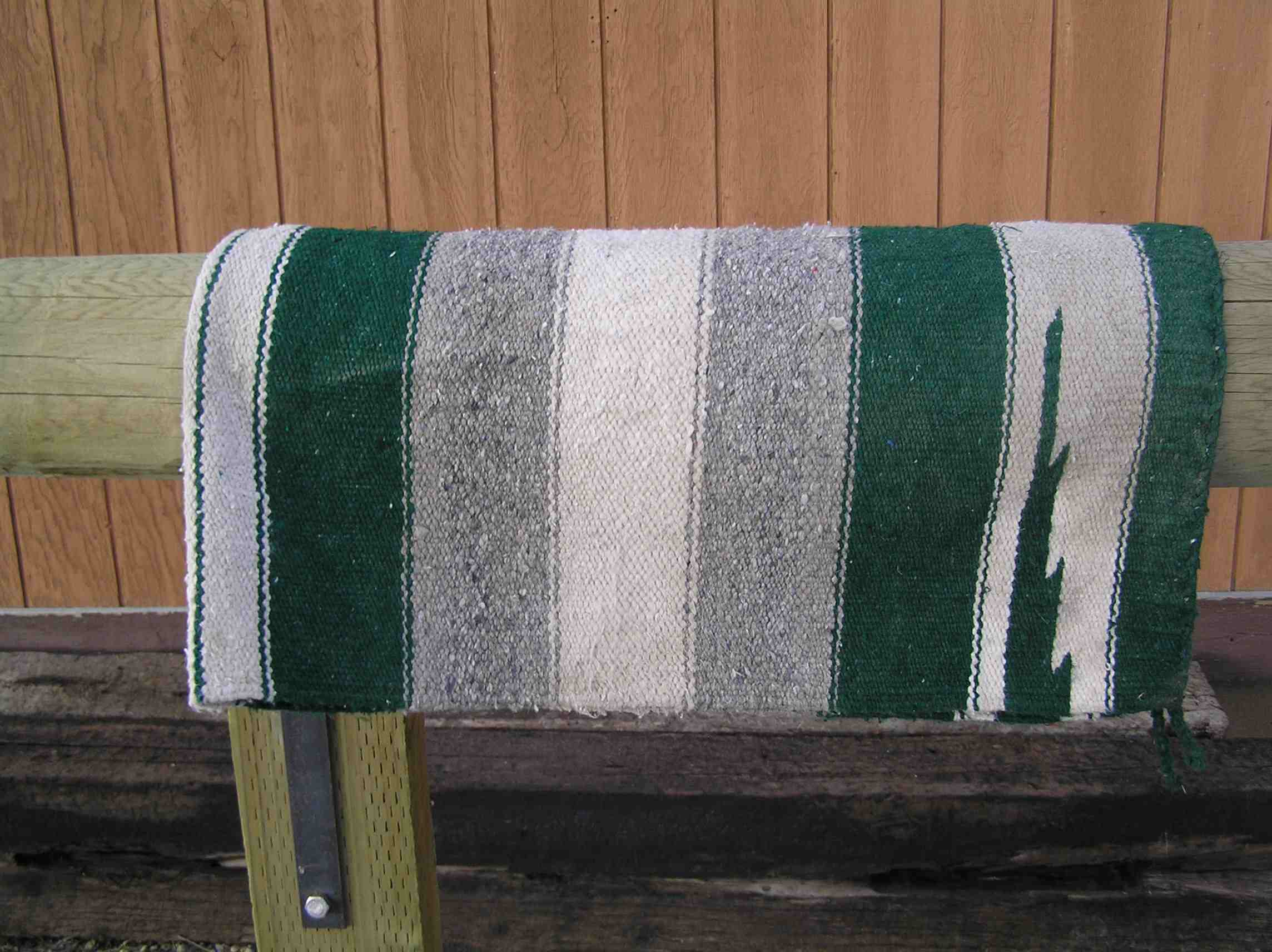
Manta de montar

La manta de montar, sudadera de caballo o carona es una manta de algodón que se coloca sobre el lomo del caballo por debajo de la silla de montar. 
Por lo general, se utilizan para absorber el sudor, amortiguar la silla y proteger el lomo del caballo. Estas mantas de silla de montar se han utilizado durante muchos siglos con todo tipo de sillas. Algunos son de un solo grosor, otros están hechos para plegarse y usarse con un grosor doble. Aunque una almohadilla o una manta no pueden reemplazar a una silla de montar correctamente ajustada, las almohadillas con calzas o mantas con un diseño especial pueden compensar parcialmente los problemas menores de ajuste.